# Rusłan Karajew
Rusłan Karajew (ros. Руслан Караев, oset. Хъараты Руслан; ur. 19 maja 1983 we Władykaukazie) – rosyjski kickbokser pochodzenia osetyjskiego, zawodnik K-1.

## Kariera sportowa
Sławę w świecie zawodowego kick-boxingu przyniosło mu zwycięstwo w turnieju K-1 World GP 2005 w Las Vegas. Dzięki niemu uczestniczył w finałach K-1 World GP w 2005 i 2006 roku (w obu przypadkach odpadł w ćwierćfinale, przegrywając odpowiednio z Musashim i Feitosą). 
W 2007 roku stoczył w Jokohamie rewanżową walkę z Badrem Hari (pierwszą wygrał przez kontrowersyjny nokaut). Miała ona wyłonić pretendenta do walki o tytuł mistrza K-1 w wadze ciężkiej. Karajew dominował w pojedynku i pod koniec drugiej rundy posłał Hariego na deski. Marokańczyk wstał jednak na "8", po czym chwilę później znokautował zaskoczonego Karajewa. Kolejna porażka przez ciężki nokaut z Melvinem Manhoefem w czerwcu 2007 roku na gali K-1 WGP w Amsterdamie sprawiła, że Karajew przez ponad rok nie wystąpił w żadnej walce.
Na ring powrócił w lipcu 2008 roku podczas turnieju K-1 Asia GP w Tajpej. Wygrał cały turniej, noakutując wszystkich trzech rywali. Zapewniło mu to udział w gali eliminacyjnej K-1 World Grand Prix 2008 Final 16, podczas której znokautował reprezentanta Niemiec Chalida Arraba. Występ w Finale K-1 WGP zakończył się jednak dla niego już w ćwierćfinale. Przegrał przez decyzję z Gökhanem Saki. We wrześniu 2009 roku po raz czwarty w karierze awansował do Finału K-1 WGP, pokonując w Seulu przez jednogłośną decyzję mistrza K-1 w wadze ciężkiej Kyotaro. W finałowym WGP ponownie odpadł w ćwierćfinale, po raz drugi w karierze pokonany przez nokaut (2 nokdauny) przez Hariego.

## Osiągnięcia
Kariera zawodowa:
- 2008: K-1 World GP w Tajpej - 1. miejsce
- 2005: K-1 World GP w Las Vegas - 1. miejsce

Kariera amatorska:
- 2003: Mistrz Świata WAKO full contact w kat. 91 kg (Paryż)
- 2003: Mistrz Europy w kick-boxingu